# Autostrada A4 (Luxemburg)
Autostrada A4 (în luxemburgheză Autobunn A4), numită și autostrada Esch, este o autostradă care leagă Luxemburg de regiunea Terres Rouges și de Esch-sur-Alzette. Începe în Hollerich la intersecția cu Merl, în prelungirea drumului național 56 la sud-vest de Luxemburg, și se termină la granița cu Franța la nivelul Belval, în Esch-sur-Alzette.

## Istoric
Prima porțiune pusă în funcțiune în 1969 este cea dintre Foetz (Mondercange) și Esch-sur-Alzette, mai precis între nodurile rutiere Pontpierre și Lankelz. Trei ani mai târziu, în 1972, este pusă în funcțiune secțiunea care ocolește Leudelange, urmată în 1974 de secțiunea care leagă această ultimă localitate de Hollerich (Luxemburg). În 1976, este deschisă secțiunea dintre Leudelange și Pontpierre (Mondercange). Data exactă a deschiderii tronsonului dintre nodul rutier Lankelz și sensul giratoriu Raemerich este necunoscută.
Capătul autostrăzii este reamenajat odată cu realizarea „legăturii A4-Belval”, inaugurată pe 29 mai 2024, care conectează A4 cu porțiunea franceză a „legăturii Micheville”, deschisă în 2018, între Audun-le-Tiche și Belval (Esch-sur-Alzette), trecând pe sub acest cartier printr-un tunel deschis în 2016. Această nouă secțiune trebuie să lege în cele din urmă A4 de autostrada franceză A30. Capătul vechii autostrăzi este eliminat și înlocuit cu un nod rutier racordat la sensul giratoriu Raemerich, autostrada descriind apoi o curbă de aproape 180 de grade pentru a se conecta la drumul B40.

## Traseu
| De la RN56 până la frontiera franceză, Autostrada d'Esch este o secțiune gratuită gestionată de Administrația Podurilor și Șoselelor. | |            |
| RN56 | |            |
| A4 | |            |
| Croix de Cessange | Nod rutier între A6 și A4: Arlon, Liège, Bruxelles;, Aeroportul Luxemburg-Findel, Trier, Luxemburg-est, Dudelange, Metz.   | A6 E25 E44 |
| 1 - Leudelange | Orașe deservite: Leudelange-nord, Roeser-Kockelscheuer.                                                                    | RN4        |
| 2 - Leudelange-sud | Orașe deservite: Leudelange-sud (nod rutier parțial).                                                                      | RN4        |
| 3 - Pontpierre | Orașe deservite: Mondercange-Pontpierre, Bettembourg, Dippach (nod rutier parțial).                                        | RN13 CR169 |
| | Zonă de servicii: Pontpierre-Nord (sens Esch-sur-Alzette → Luxemburg); Pontpierre-Sud (sens Luxemburg → Esch-sur-Alzette). |            |
| Jonction Esch | Nod rutier între A13 și A4: Saarbrücken, Metz, Schifflange.                                                                | A13        |
| 4 - Foetz | Orașe deservite: Mondercange, Mondercange-Foetz.                                                                           | CR164      |
| A4 A13 | |            |
| 5 - Lallange | Orașe deservite: Esch-sur-Alzette-Lallange, Esch-sur-Alzette.                                                              | RN4 CR170A |
| Jonction Lankelz | Nod rutier între A13, RN4D și A4: Longwy, Pétange, Sanem-Ehlerange, Differdange.                                           | A13 RN4D   |
| A4 | |            |
| 6 - Belvaux | Orașe deservite: Esch-sur-Alzette, Sanem-Belvaux, Sanem-Soleuvre.                                                          | RN31       |
| 7 - Belval-Ouest | Oraș deservit: Esch-sur-Alzette-Belval Universitate.                                                                       | CV         |
| A4 / B40 | |            |
| | Tunelul Central Gate (735 m).                                                                                              |            |
| 8 - Belval-Sud | Orașe deservite: Sanem-Belvaux, Esch-sur-Alzette.                                                                          | CR168A     |
| A4 / B40 | |            |
| | Frontiera dintre Luxemburg și Franța                                                                                       |            |
| RD616 | |            |